# James Wilson (cineasta)
James Wilson foi um diretor de fotografia britânico, durante a era do cinema mudo.

## Filmografia selecionada
- One of the Best (1927)
- Balaclava (1928)
- A South Sea Bubble (1928)
- The Man from Chicago (1930)
- Keepers of Youth (1931)
- The Flying Fool (1931)
- Lord Camber's Ladies (1932)
- The Scotland Yard Mystery (1934)
- The Secret of the Loch (1934)
- Play Up the Band (1935)
- Death Drives Through (1935)
- Ball at Savoy (1936)
- Second Bureau (1936)
- The Wife of General Ling (1937)
- Return of a Stranger (1937)
- Old Mother Riley's Circus (1941)